# ソフトバンクグループ

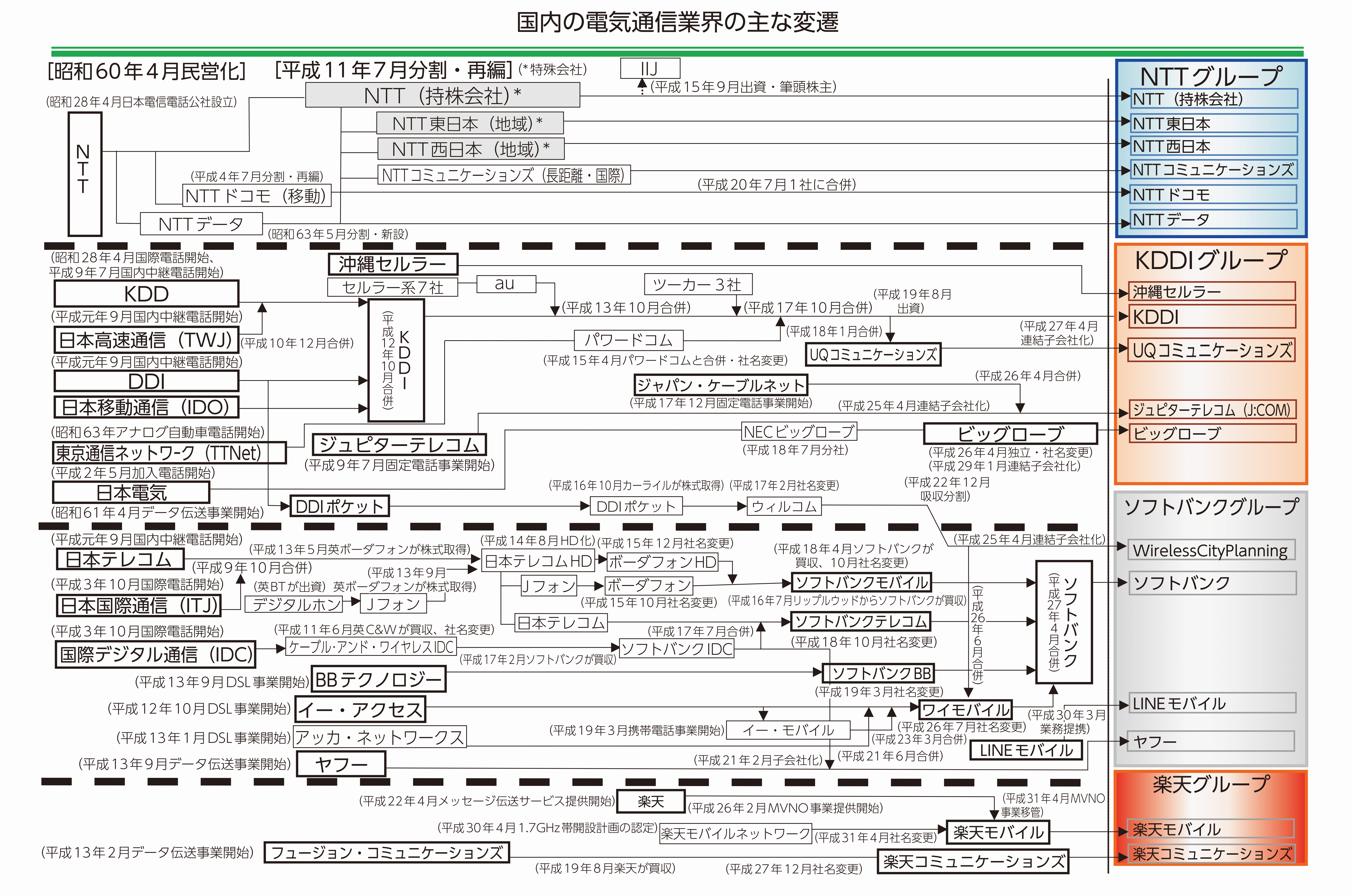
日本国内の電気通信業界の主な変遷（2019年4月現在）。

ソフトバンクグループ株式会社（英: SoftBank Group Corp.）は大手通信キャリアのソフトバンクを中心に、インターネット、AI関連会社などを傘下に置くインターネットコングロマリットである。東京都港区に本社を置く。
日経平均株価およびTOPIX Core30の構成銘柄の一つ。
先端IT企業などに投資するビジョン・ファンドやARMホールディングスを中心に、半導体設計やプロトタイプ半導体の研究開発にも着手している。プロ野球球団「福岡ソフトバンクホークス」の親会社でもある。
なお、ロゴの2本線は「海援隊」の旗が起源であり、「ソフトバンクは、同志の船。マストに翻るのは、21世紀の海援隊」という願いが込められている。同時に「＝（イコール）」の意味も持ち、「誰もが公平に情報ネットワークが楽しめる世の中を実現するための〈アンサー〉を導出するのはソフトバンク」という決意と願望が込められている。

## 沿革
出典：

### 1980年代
- 1980年（昭和55年）- 孫 正義が、ユニソン・ワールド[注釈 1]を設立。
- 1981年（昭和56年）9月3日[10]- ユニソン・ワールドと経営総合研究所が共同で、株式会社日本ソフトバンクを設立[注釈 2][11]、PC用パッケージソフトの流通業を開始[12]。
- 1981年（昭和56年）12月 - 経営総合研究所との資本関係を解消[13]。
- 1982年（昭和57年）5月 - PC専門雑誌『Oh! PC』と『Oh! MZ』を創刊、出版事業に進出。
- 1987年（昭和62年）日本データネット、フォーバルと共同で、NCC-BOX（世界初のLCR）を開発[注釈 3][14]。

### 1990年代
- 1990年（平成2年）1月 - 日本データネットを吸収合併[15]。
- 1990年（平成2年）7月 - 初代ソフトバンク株式会社に社名変更。
- 1994年（平成6年）3月 - 米国事業の地域統括会社として、SoftBank Holdings Inc.を設立。
- 1994年（平成6年）7月22日[16]- 株式を日本証券業協会に店頭公開。
- 1994年（平成6年）12月 - 米国法人のSoftBank Holdings Inc.が、現地インターネットメディアのZiff Davis Inc.の展示会部門を買収[17]。
- 1995年（平成7年）4月 - 米国法人のSoftBank Holdings Inc.が、世界最大のコンピュータ見本市「COMDEX」を買収[17]。
- 1995年（平成7年）8月 - Windows 95の市場立ち上げのため、米国の大手ソフトウェアメーカーのMicrosoft Corporationと提携しゲームバンクを設立（1998年に業績不振で撤退）[広報 3]。
- 1996年（平成8年）1月31日 - 米国の大手検索エンジンのYahoo! Inc.と共同で、ヤフー（「ヤフージャパン」、現・LINEヤフー）を設立[広報 4]。

- 1996年（平成8年）2月 - 米国法人のSoftBank Holdings Inc.が、現地最大のコンピュータ関連出版社のZiff-Davis Publishing Companyの全株式を取得。
- 1996年（平成8年）4月 - Yahoo! Inc.の株式30.61％を取得。
- 1996年（平成8年）5月 - 本店を、東京都中央区日本橋箱崎町24番1号に移転
- 1996年（平成8年）6月 - ルパート・マードック率いるオーストラリアの大手メディアのNews Corporationと、デジタル衛星放送事業「JスカイB」（後のスカパー！）の提携[注釈 4]。
  - この際、旺文社より全国朝日放送（現・テレビ朝日ホールディングス）の株式の21.4%を保有する旺文社メディア（後のソフトバンク・ニューズ・コープ・メディア）を買収[注釈 5][18]。
- 1996年（平成8年）9月 - 米国の半導体メーカーのKingston Technology Companyの持分80.0％を取得[注釈 6]。
- 1996年（平成8年）12月 - 世界有数のサイバーセキュリティサービスのトレンドマイクロの発行済み株式35.0％を取得。
- 1998年（平成10年）1月16日 - 東証第一部市場に新規上場[19]。
- 1998年（平成10年）6月 - 米国の大手オンライン証券のE*TRADE Group, Inc.と共同で、イー・トレード（後のソフトバンク・インベストメント）を設立[20]。
- 1998年（平成10年）12月 - 経営の一層の透明化を図るため、親会社のエムエーシーを吸収合併[21]。
- 1999年（平成11年）4月1日 - オムロンマイコンシステムズを吸収合併[22]。
- 1999年（平成11年）4月1日 - 一部事業の分社化を実施。

| ① 出版事業を、ソフトバンクパブリッシング（現：SBクリエイティブ）として分社化。 ③ 総務人事部門を、アットワーク（現：SBアットワーク）として分社化。 |  | ② 金融部門を、ソフトバンク・ファイナンス（後の2代目ソフトバンクテレコム）として分社化。 |

- 1999年（平成11年）6月 - 米国NASDAQと、日本市場「ナスダック・ジャパン」の創設について合意[23][24]。
- 1999年（平成11年）9月10日 - 東京電力（現・東京電力ホールディングス）、Microsoft Corporationと共同で、スピードネットを設立[注釈 7][25]。
- 1999年（平成11年）10月1日 - 純粋持株会社に移行。流通事業を、ソフトバンク・コマース（後のソフトバンクBB）として分社化[広報 5]。
- 1999年（平成11年）12月7日 - 翌2000年中に、連結子会社のZiff-Davis Publishing Companyを、米国の投資会社のWillis Stein & Partnersに7億8000万ドル（約800億円）で売却することを発表[26]。

### 2000年代
- 2000年（平成12年）2月 - ソフトバンクの株式が1株19万8000円の高値を付ける（当時、株式時価総額はトヨタに継ぐ第2位となり、「インターネット・バブル」と称された）[27]。
- 2000年（平成12年）9月1日 - 特別危機管理銀行の適用を受けていた日本債券信用銀行（日債銀）の再建[注釈 8]に参加、ソフトバンクは日債銀の株式48.88％を取得[28][29]。
- 2000年（平成12年）12月 - 日本アリバの第三者割当増資を引受け、米国の大手B2BプラットフォームのAriba Inc.から日本アリバの株式40.0％を取得[30]。
- 2001年（平成13年）6月21日 - 連結子会社のDTHマーケティングがTOBにより、東京めたりっく通信の発行済み株式の過半数以上を取得[31]。
- 2003年（平成15年）1月7日 - 連結子会社のBBテクノロジーがソフトバンクネットワークス、ソフトバンク・イーシーホールディングス、ソフトバンク・コマースの3社を吸収合併のうえ、ソフトバンクBBに社名変更[32]。
- 2003年（平成15年）3月 - ソフトバンクBBがDTHマーケティング、東京めたりっく通信、名古屋めたりっく通信、大阪めたりっく通信の4社を吸収合併[33]。
- 2003年（平成15年）9月 - あおぞら銀行の保有分全株式（48.87%）を、1011億円でCerberus NCB Acquisition, L.P.に売却[34][35]。
- 2004年（平成16年）2月27日 - Yahoo! BB顧客情報漏洩事件が発生[36]。
  - 連結子会社のソフトバンクBBが運営する「Yahoo! BB」で登録者など450万人もの個人情報が漏洩。
  - 原因として、ソフトバンク社員であれば誰でも閲覧できるような状況であったことが発覚。後に、個人情報の管理を厳守するように徹底されることになった。
- 2004年（平成16年）6月18日 - 中間持株会社のソフトバンク・テクノロジー・ホールディングスを吸収合併[37][38]。
- 2004年（平成16年）7月 - 米国の投資会社のRipplewood Holdings LLCより、大手固定通信サービスの3代目日本テレコム（後の初代ソフトバンクテレコム）の全株式を約3400億円で取得[39]。
- 2004年（平成16年）10月1日 - 日経平均株価に採用される[40]。
- 2004年（平成16年）11月29日 - 同業の平成電電が、ソフトバンクと日本テレコムを提訴[41][42]。
  - 平成電電とソフトバンクは2004年3月下旬から同年5月下旬までの間、ソフトバンクが平成電電の通信事業「CHOKKA」サービス（2003年9月サービス開始）を買収することの交渉を行っていた。結果的に交渉は不成立となったが、その交渉中にソフトバンクが平成電電から開示された「CHOKKA」サービスの営業秘密と、ソフトバンクの行った平成電電に関する調査記録を日本テレコムに流用したとして、不正競争防止法に基づき「おとくライン」サービスの差し止めを請求した。
  - 2006年3月30日、東京地裁は、「ソフトバンクが本件各営業秘密を被告日本テレコムに不正開示するために本件調査を行ったものとみることはでき」ない以上、将来的に「日本テレコムその他の第三者に対し、本件一体的営業秘密ないしその一部を開示するおそれがあると認めることはできない」として、平成電電の差止請求を棄却する判決を言い渡した（東京地判平18年3月30日判タ1242号300頁以下）。
- 2005年（平成17年）1月28日 - 大手総合スーパーのダイエーより、プロ野球チーム「福岡ダイエーホークス」を200億円[注釈 9]で買収。チーム名を「福岡ソフトバンクホークス」に改めると共に、コロニー・キャピタルと福岡ドームの使用契約を締結（年間使用量は48億円）[43]。
- 2005年（平成17年）2月17日 - 英国の通信事業者のCable & Wireless plcより、日本テレコムIDC（旧社名のケーブル・アンド・ワイヤレスIDCより変更）の株式99.99％を約123億円で取得[44]。
- 2005年（平成17年）3月 - 東京都港区東新橋1丁目の汐留シオサイトに本社移転。
- 2005年（平成17年）5月1日 - 連結子会社のソフトバンクIDC（旧社名の初代日本テレコムIDCより変更）がデータ通信サービスを、2代目日本テレコムIDCとして分社化[45]。
- 2005年（平成17年）7月1日 - 連結子会社の3代目日本テレコムが、2代目日本テレコムIDCを吸収合併[46]。
- 2005年（平成17年）12月 - ヤフージャパンと共同で、動画配信サービスのTVバンクを設立[47]。
- 2006年（平成18年）4月24日 - 中間持株会社のBBモバイルが英国最大の通信キャリアのVodafone Group PLCより、ボーダフォン（「ボーダフォンジャパン」）の株式97.64％を約1兆6600億円で取得[48][49]。
- 2006年（平成18年）8月1日 - 関連会社のSBIホールディングス（旧社名のソフトバンク・インベストメントより変更）の一部株式を売却。グループより独立[50]。
- 2006年（平成18年）8月15日 - 中間持株会社のBBモバイルが株式交換により、ボーダフォンを完全子会社化[51]。
- 2006年（平成18年）10月1日 - 連結子会社のボーダフォンジャパンからソフトバンクモバイルに、3代目日本テレコムから初代ソフトバンクテレコムにそれぞれ社名変更、またブランド名を「SoftBank」に統一化[51][52]。
- 2007年（平成19年）2月1日 - ソフトバンクテレコム販売が初代ソフトバンクテレコムを吸収合併のうえ、2代目ソフトバンクテレコムに社名変更[53]。
- 2007年（平成19年）4月 - 株式会社立大学として、サイバー大学[注釈 10]が開学[54]。
- 2009年（平成21年）2月24日 - データセンター子会社のソフトバンクIDCソリューションズ（同年2月2日に旧社名のソフトバンクIDCより変更）の全株式を、ヤフージャパンに450億円で売却[55]。
- 2010年（平成22年）8月2日 - 大手PHSのウィルコム（同年2月18日に会社更生手続き申立て）とスポンサー契約を締結[56]。
- 2011年（平成23年）8月26日 - Yahoo! Inc.の保有分株式の一部を、米国の大手銀行のCitibank, N.A.に譲渡[57][58]。
- 2012年（平成24年）10月1日 - 2013年2月までをめどに、同業のイー・アクセスの買収を発表[59]。
  - ソフトバンクモバイルとイー・アクセスを合算した契約数が約3400万件と、業界2位のau（KDDI）の約3600万件に肉薄[60]。PHSのウィルコムも含めると契約数は約3900万件と、auを上回る通信事業体グループになる[61][62]。
- 2013年（平成25年）1月1日 - 株式交換により、イー・アクセスを完全子会社化[広報 6]。
- 2013年（平成25年）1月17日 - イー・アクセスの議決権付株式のうち66.71%を日本国内外11社に譲渡[63]。
- 2013年（平成25年）4月1日 - 日本最大のスマホゲームのガンホー・オンライン・エンターテイメント（「ガンホー」）の（間接保有分を含む）株式58.50％を取得[64]。
- 2013年（平成25年）7月1日 - 東京地裁は、ウィルコムの会社更生手続きの終結を決定。それに伴い、同社を連結子会社とした[65]。
- 2013年（平成25年）7月11日 - 米国の大手MNOのSprint Nextel Corporationを総額1兆8000億円で買収、世界第3位の携帯電話グループとなる[66]。
- 2013年（平成25年）10月15日 - 連結子会社のガンホーと共同で、フィンランド大手のスマホゲームのSupercell Oyを買収[67]。
- 2014年（平成26年）1月 - 米国の大手携帯端末卸売のBrightstar Corp.の株式51.0％を、総額12億6000万ドル（約1247億円）で取得[68]。
- 2014年（平成26年）4月1日 - モバイルアクセサリー事業の再編[69]。

| ① ソフトバンクBBのコマース&サービス事業を、ソフトバンクコマース&サービス（「ソフトバンクC&S」、現：2代目SB C&S）として分社化。 |  | ② 米国法人のBrightstar Corp.が中間持株会社のSB C&Sホールディングスを設立し、ソフトバンクC&Sの全株式を取得。 |

- 2014年（平成26年）6月1日 - 連結子会社のイー・アクセスが、ウィルコムを吸収合併[70]。
- 2014年（平成26年）6月5日 - 対話型パーソナルロボット「Pepper」を発表（製造は鴻海科技集団）[71]。
- 2015年（平成27年）4月1日 - 連結子会社のソフトバンクモバイルがソフトバンクBB、2代目ソフトバンクテレコム、ワイモバイル（2014年7月1日、旧社名のイー・アクセスより変更[72]）の3社を吸収合併[73]。
- 2015年（平成27年）6月1日 - ガンホーの自社株買いに応募、同社がグループを独立[74]。
- 2015年（平成27年）6月 - インド最大の通信キャリアのBharti Enterprises Limited、台湾の大手電子機器受託製造の鴻海科技集団と共同で、再生可能エネルギーのSBG Cleantech Limited（現・SB Energy）を設立[75]。
- 2015年（平成27年）7月1日 - 旧社名の初代ソフトバンクから、ソフトバンクグループ株式会社に変更。また連結子会社のソフトバンクモバイルは、2代目ソフトバンクに社名変更[76]。
- 2015年（平成27年）9月2日 - Netflix, Inc.（米国）と提携、同社の映像配信サービスを開始。UULAは継続して提供[77]。
- 2015年（平成27年）12月1日 - 中間持株会社のモバイルテックとBBモバイルを吸収合併、資本上ひ孫会社であった2代目ソフトバンクを直接子会社化[78]。
- 2016年（平成28年）3月7日 - 国内事業と海外事業でそれぞれ中間持株会社体制に移行することを発表[79]。
- 2016年（平成28年）3月10日 - プロバスケのBリーグのメインスポンサーへの就任が決定[80]。
- 2016年（平成28年）4月1日 - 3月7日に発表された中間持株会社体制への移行に際し、日本事業を統括するソフトバンクグループジャパン（1991年6月14日設立）へ、SBメディアホールディングスやソフトバンク・テクノロジーなど13社の株式を移管。
- 2016年（平成28年）9月 - 英国の大手半導体ファブレスのARM Holdings plcを約240億ポンド（約3兆3000億円）で買収[81]。
- 2017年（平成29年）5月20日 - ソフトバンク・ビジョン・ファンドを設立[82]。
- 2017年（平成29年）10月20日 - 今後の投資計画について、孫社長は「2、3年おきに投資ファンドを設立、向こう10年で少なくとも1000社以上の人工知能やロボット関連企業などに投資する。総投資額は100兆円を予定している。」と日本経済新聞に語った。ソフトバンクは2017年でボストン・ダイナミクスの他、NVIDIA、Uberなどに出資。Uberの持株比率は約20%近いと報道されている[83]。
- 2017年（平成29年）12月27日 - SB Foundation Holdings LPを通じ、Fortress Investment Group LLCを子会社化[84]。しかし中国との関係を警戒され、対米外国投資委員会による業務制限が課された[85]。
- 2017年（平成29年）12月28日 - 連結子会社の2代目ソフトバンクが他の投資家グループと共同で、米国大手の配車サービスのUber Technologies, Inc.の議決権17.5％を約90億ドルで取得[86]。
- 2018年（平成30年）12月19日 - 連結子会社の2代目ソフトバンクが、東証第一部市場に上場[87][88]。
- 2019年（平成31年）1月1日 - 中間持株会社のSBBMを吸収合併[89]。
- 2019年（令和元年）7月26日 - ソフトバンク・ビジョン・ファンド2を設立[90]。

### 2020年代
- 2020年（令和2年）4月 - Sprint CorporationとT-Mobile USが合併、米国司法省の要請に伴い、Sprint Corporationを売却[91]。
- 2021年（令和3年）1月 - 東京都港区海岸1丁目の東京ポートシティ竹芝オフィスタワーに本社移転。
- 2021年（令和3年）3月1日 - 連結子会社のZホールディングスとLINEが経営統合。

- 2022年（令和4年）4月 - 東証の市場区分の見直しに伴い、プライム市場に移行。
- 2022年（令和4年）7月 - The Hut Groupとの提携解消[92]
- 2022年（令和4年）8月 - 当社のAlibaba Group Holding Limitedに対する議決権保有割合が20％を下回ったことにより、Alibaba Group Holding Limitedが関連会社から除外
- 2022年（令和4年）10月17日- The Hut Groupの保有株式を同社CEOのマシュー・モールディングと、カタールの政府系ファンドに売却することで合意[92]。
- 2023年（令和5年）9月14日 - Arm Holdings plcがNasdaq Global Select Marketへ上場[93]
- 2024年（令和6年）5月14日 - Fortress Investment Group LLCの全持分を、Mubadala Investment Company PJSCの子会社に売却[94]
- 2024年（令和6年）7月 - 英国のAIアクセラレータのGraphcoreを完全子会社化[95][96]
- 2025年（令和7年）1月- 米国のAI研究開発企業であるOpenAI Inc.およびその関係会社のためにAIインフラストラクチャーを構築する「Stargate Project」を発表
- 2025年（令和7年）3月- OpenAI Global, LLCに最大400億米ドル（外部投資家へのシンジケーション予定額100億米ドルを差し引いた当社の実質的な出資予定額は最大300億米ドル）の追加出資を行うことを合意
- 2025年（令和7年）3月- 米国の半導体ファブレスのAmpere Computing Holdings LLCを買収すると発表[97]

## 社長
- 孫正義：1981年9月3日 - 現職
- 大森康彦：1983年 - 1986年

## グループ会社
2025年3月末現在、連結子会社965社、持分法適用会社152社。

### 持株会社投資事業
- ソフトバンクグループオーバーシーズ合同会社（旧日の出2号株式会社）（100%） - 持株会社
- SoftBank Group Capital Limited（100%） - 持株会社
- ソフトバンクグループジャパン株式会社 - 持株会社（ソフトバンク・アリババ株関連）
- SB Group US, Inc.（間接所有100%） - 海外投資先の管理
- 汐留事業17号合同会社（100%） - 持株会社（アリババ株式の保有）
- STARFISH I PTE. LTD.（100%） - 持株会社
- SB Pan Pacific Corporation（100%） - 持株会社
- SB Northstar LP - 上場株式などへの投資（アリババ株関連）
- Hayate Corporation - 持株会社
- スカイウォークファイナンス合同会社（100%） - 持株会社（アリババ株式を活用した借入れ）
- Skybridge LLC - 資金調達を行う100%子会社（アリババ株式を活用した複数の株式先渡売買契約）
- Valiant I 2022 Holdings Limited（間接所有100%） - 持株会社（アリババ株式の保有）
- Valiant II 2022 Holdings Limited（間接所有100%） - 持株会社（アリババ株式の保有）
- Nova 2021 Holdings Limited（間接所有100%） - 持株会社（アリババ株式の保有）
- Abydos 2021 Holdings Limited（間接所有100%） - 持株会社（アリババ株式の保有）
- Corinth I 2021 Holdings Limited（間接所有100%） - 持株会社（アリババ株式の保有）
- Gawain I 2022 Holdings Limited（間接所有100%） - 持株会社（アリババ株式の保有）
- West Raptor Holdings, LLC（間接所有100%） - 持株会社（アリババ株式を活用した複数の株式先渡売買契約）
- Delaware Project 1 L.L.C. - アリババ株関連
- Delaware Project 2 L.L.C - アリババ株関連
- Delaware Project 3 L.L.C - アリババ株関連
- SIP Lender (UK) Limited（100%）
- West Raptor Holdings 2, LLC - 資金調達を行う100％子会社（アリババ株式を活用した複数の株式先渡売買契約）
- Scout 2020 Holdings Limited - 資金調達を行う100%子会社（アリババ株式を活用した複数の株式先渡売買契約）
- Tigress 2020 Holdings Limited - 資金調達を行う100%子会社（アリババ株式を活用した複数の株式先渡売買契約）
- Panther I 2021 Holdings Limited - 資金調達を行う100%子会社（アリババ株式を活用した複数の株式先渡売買契約）
- Panther II 2021 Holdings Limited - 資金調達を行う100%子会社（アリババ株式を活用した複数の株式先渡売買契約）
- ムーンライトファイナンス合同会社（旧日の出1号合同会社） - 資金調達を行う100％子会社（ソフトバンク（株）株式を活用した借入れ）
- Delaware Project 6 L.L.C. - 資金調達を行う100％子会社（Tモバイル株式を活用した借入れ）（アリババ株関連）

投資先企業
- Alibaba Group Holding Limited（20%以下）【NYSE: BABA】
- T-Mobile US, Inc.（3.18%）【NYSE:TMUS】

### ソフトバンク・ビジョン・ファンド事業
- SB Investment Advisers (UK) Limited（100%） - ソフトバンク・ビジョン・ファンド1（SVF1）の運営
- SoftBank Vision Fund L.P.（SVF1）（出資割合33.6%） - テクノロジー分野における投資ファンド
- SB Global Advisers Limited（100%） - ソフトバンク・ビジョン・ファンド2（SVF2）およびソフトバンク・ラテンアメリカ・ファンド（LatAmファンド）の運営
- SoftBank Vision Fund II-2 L.P（SVF2） - テクノロジー分野における投資ファンド
- SBLA Latin America Fund LLC（LatAmファンド） - テクノロジー分野における投資ファンド
- SVF GP (Jersey) Limited - SVF1のジェネラル・パートナー
- SVF II GP (Jersey) Limited - SVF2のジェネラル・パートナー
- SVF II Investment Holdings LLC - 孫正義が保有するMASA USA LLCが出資
- SVF Investments (UK) Limited
- SB Investment Advisers (US) Inc.
  - SVF Investment Corp.【NASDAQ: SVFA】
  - SVF Investment Corp. 2【NASDAQ: SVFB】
  - SVF Investment Corp. 3【NASDAQ: SVFC】

- SBLA Advisers Corp.（間接所有100%） - ソフトバンク・ラテンアメリカ・ファンド1およびソフトバンク・ラテンアメリカ・ファンド2の運営
- SBLA Latin America Fund (Cayman) L.P. - ソフトバンク・ラテンアメリカ・ファンド1
- SBLA Holdings (Cayman) L.P. - ソフトバンク・ラテンアメリカ・ファンド1
- SBLA Holdings II DE LLC - ソフトバンク・ラテンアメリカ・ファンド2
- SLA Holdco I LLC - ソフトバンク・ラテンアメリカ・ファンド2、孫正義が保有するMASA USA LLCが出資
- SLA Holdco II LLC
- Kronos II LLC - Arm Holdings plcの株式の保有

投資先企業
- Coupang【NYSE: CPNG】
- DiDi Global Inc.【NYSE:DIDI】
- Zymergen Inc.【NASDAQ: ZY】
- Uber【NYSE: UBER】
- Treasure Data, Inc.
- WeWork Inc.

### ソフトバンク事業
- ソフトバンク株式会社（間接所有40.7％）【TYO:9434】
  - Wireless City Planning株式会社（31.8%）
  - SBパワー株式会社（100%）
  - SBモバイルサービス株式会社（100%）
  - Cubic Telecom Ltd.（54.3%） - グローバルIoTプラットフォームの提供
  - SBテクノロジー株式会社【TYO:4726※上場廃止済】（100%）
    - M-SOLUTIONS株式会社
    - 株式会社環
    - サイバートラスト株式会社（旧ミラクル・リナックス）（58.0%）【TYO:4498】 - IoT関連事業、認証サービス事業、セキュリティーソリューション事業、Linux/OSS事業
      - リネオソリューションズ株式会社
      - Cyber Secure Asia Pte.Ltd.
      - Cybersecure Tech Inc.

    - アソラテック株式会社（51.0%）
    - リデン株式会社（82.6%）
    - 株式会社電縁
    - アイ・オーシステムインテグレーション株式会社
    - SOLUTION BUSINESS TECHNOLOGY HONG KONG LIMITED
    - SOLUTION BUSINESS TECHNOLOGY KOREA Ltd（74.5%）

  - 株式会社イーエムネットジャパン（41.2％）【TYO:7036】 - インターネット広告代理店事業
  - SBエンジニアリング株式会社（100%）
  - 株式会社IDCフロンティア（100%）
  - SB C&S株式会社（旧SB C&S ホールディングス）（100%） - IT関連製品の製造・流通・販売、IT関連サービスの提供
    - BBSS株式会社（旧BBソフトサービス）
    - ディーコープ株式会社（100%）
    - SBフレームワークス株式会社（旧ソフトバンク物流）
    - アイティクラウド株式会社（SBG全社100%）
    - プラススタイル株式会社

  - Aホールディングス株式会社（50.0%）（旧初代LINE）【TYO:3938 ※上場廃止済】 - ソフトバンクと韓国NAVERの合弁
    - LINEヤフー株式会社（64.8％）【TYO:4689】- インターネット広告事業、イーコマース事業および会員サービス事業などの展開ならびに傘下グループ会社の経営管理
      - Zホールディングス中間株式会社
        - Bホールディングス株式会社
          - PayPay株式会社（SBKK全社66%+SVF2 28.5%） - スマートフォン決済事業
            - PayPayカード株式会社
            - PayPay証券株式会社（75.2%）
            - PayPay銀行株式会社（75.53％）
            - PayPay SC株式会社
            - PayPay India Pvt. Ltd.
            - クレジットエンジン株式会社

        - 株式会社ZOZO（51.5%）【TYO:3092】
          - 株式会社ZOZO NEXT（旧ZOZOテクノロジーズ）
          - ZOZO Apparel USA, Inc.
          - ZOZO NEW ZEALAND LIMITED
          - 南通卓騰信息科技有限公司

        - 株式会社一休【TYO: 2450※上場廃止済】

      - PayPay保険サービス株式会社（旧ワイズ・インシュアランス）（60%）
      - LINE証券株式会社
      - LINE Credit株式会社
      - ブレインセル株式会社
      - Z中間グローバル株式会社（旧2代目LINE） - 海外事業の中間持株会社
        - LINE Plus Corporation
          - LINE PLAY Corporation
          - LINE studio
          - LINE Company (Thailand) Limited
          - LINE Digital Technology(Shanghai) Limited
          - LINE Euro-Americas Corp.
          - LINE Taiwan Limited
            - JDW Co., Ltd.
              - JDW Taxi Co., Ltd.

          - LINE VIETNAM COMPANY LIMITED
          - PT.LINE PLUS INDONESIA
          - Collab+LINE LLC

        - LINE SOUTHEAST ASIA CORP.PTE.LTD
          - LINE MAN Corporation PTE. LTD.
            - LINE MAN (Thailand) Company Limited

        - IPX Corporation（旧LINE FRIENDS）
          - MARKT Co., Ltd.
          - LINE Friends Inc
          - LINE Friends Japan株式会社
          - LINE Friends Taiwan Limited
          - LINE Friends(Shanghai) Commercial Trade Co., Ltd

        - LFG HOLDINGS LIMITED
        - LINE Xenesis株式会社（旧LVC）
          - LINE TECH PLUS PTE. LTD.
          - LVC USA Inc.

        - LINE NEXT Corporation
          - LINE NEXT Inc.

        - LINE NEXT Holdings株式会社

      - LINE Financial Corporation（旧LINE Financial Plus Corporation） - 海外金融事業領域の中間持株会社
        - Kasikorn LINE company Limited（50.0%）
        - LINE Financial Asia Corporation Limited
        - LINE Financial Taiwan Limited
          - LINE Bank Taiwan Limited（49.9%）

        - LINE Pay Taiwan Limited【TWSE：7722】
        - LINE Investment Technologies株式会社

      - LINE Financial株式会社
        - LINE Financial Plus

      - LINE Pay株式会社
      - LINEヤフーコミュニケーションズ株式会社（旧LINE Fukuoka）
      - LINEヤフーマーケティング株式会社
      - LINEヘルスケア株式会社
      - LINE MUSIC株式会社（60.04%）
      - LINEビジネスサポート株式会社
      - LINE CONOMI株式会社
      - LINE TECHNOLOGY VIETNAM CO.,LTD
      - スポーツナビ株式会社
      - Techbase VietNam Company Limited
      - アスクル株式会社（45.0%）【TYO:2678】 - 文房具等およびサービスにおける通信販売事業
        - ASKUL LOGIST株式会社
        - 株式会社アルファパーチェス（62.8%）【TYO: 7115】 - 消耗品等の間接財の販売事業、ファシリティマネジメント事業
          - ATC株式会社
          - APリノベーションズ株式会社

        - 株式会社チャーム
        - ビジネスマート株式会社
        - 嬬恋銘水株式会社
        - ソロエル株式会社
        - フィード株式会社

      - BEENOS株式会社【TYO: 3328※上場廃止予定】【TYO: 3328】
        - tenso株式会社
          - 台湾転送股份有限公司

        - 株式会社ショップエアライン
          - Shop Airlines America, Inc.

        - FASBEE株式会社
        - BEENOS Entertainment株式会社
        - BEENOS Asia Pte. Ltd.
        - BeeCruise株式会社
        - BEENOS Travel株式会社
        - BEENOS HR Link株式会社
        - BEENOS AMERICA INC.

      - ヤフーマートオペレーションズ株式会社
      - Z Venture Capital株式会社（旧YJキャピタル）
      - dely株式会社【TYO:299A】（56.2％）
      - 株式会社マイベスト
      - 株式会社スタンバイ（60%）

  - SBペイメントサービス株式会社
    - アイ・ティ・リアライズ株式会社

  - RBJ株式会社（旧六本木分割準備）
    - SBメディアホールディングス株式会社
      - SBクリエイティブ株式会社 - デジタルコンテンツ事業・出版事業・企画制作事業
        - ツギクル株式会社

      - アイティメディア株式会社（54.0％）【TYO:2148】 - IT総合情報サイト「ITmedia」の運営
        - 発注ナビ株式会社（100%）
        - 有限会社ネットビジョン（100%）

      - SBヒューマンキャピタル株式会社（100%）
        - ギルドワークス株式会社
        - マムズラボ株式会社

      - リアライズ・イノベーションズ株式会社

  - SB Intuitions株式会社（100%）
  - 株式会社Agoop（100%）
  - ALES株式会社
  - インキュデータ株式会社
  - SBイノベンチャー株式会社（100%）
    - umamill株式会社

  - SBアットワーク株式会社
  - SBギフト株式会社
  - SBパートナーズ株式会社（100%）
  - SBプレイヤーズ株式会社（100%）
    - オッズ・パーク株式会社（100%）
      - 株式会社たびりずむ（100%）

    - 株式会社さとふる（100%）
    - 株式会社たねまき
    - アイピーロジック株式会社
      - ニューイング・ソフト株式会社

    - 株式会社エデュアス

  - 株式会社every sync - ソフトバンクとビデオリサーチの合弁
  - エンコアードジャパン株式会社（50.1%）
  - 株式会社オファーズ - WeWork Japan合同会社が提供するメンバーシップサービスの紹介
  - Cinarra Systems Japan株式会社
  - 日本コンピュータビジョン株式会社
  - PSコミュニケーションズ株式会社
  - PSソリューションズ株式会社（100%）
  - BBIX株式会社
  - BB Satellite株式会社（100%）
  - ビー・ビー・バックボーン株式会社
  - ヘルスケアテクノロジーズ株式会社（旧日比谷1号）
  - BOLDLY株式会社（SBG全社99.7%）
  - MICEプラットフォーム株式会社
  - MagicalMove株式会社（100%）
  - リードインクス株式会社
  - SBTM ONLINE (SUZHOU) CO., LTD.
  - SB Telecom America Corp.
  - SB Telecom India Pvt. Ltd.
  - SB Telecom Singapore Pte. Ltd.
  - SB Telecom (Thailand) Co., Ltd.
  - SBTelecom China (Shanghai) Co., Ltd.
  - SB Telecom Vietnam Co., Ltd.
  - SB Telecom Europe Ltd.
  - PT. SBTelecom Indonesia Corp
  - 株式会社Aeris Japan - Aeris Communications, Inc.との合弁

関連会社
- C Channel株式会社（29.0%）【TOKYO PRO Market: 7691】
- 株式会社出前館（35.3％）【TYO:2484】
- バリューコマース株式会社（28.18％）【TYO:2491】
- Webtoon Entertainment Inc.（24.4％）【NASDAQ:WBTN】 - 韓国NAVERの合弁
- DiDiモビリティジャパン株式会社（50.0％） - 滴滴出行とソフトバンクの合弁
- MONET Technologies株式会社（37.3%）
- WeWork Japan合同会社（25.0%）
- Tabist株式会社（旧OYO Japan 合同会社）（24.9%）
- SNOW Corporation
- LINE Games Corporation（35.66％）
  - 株式会社ステアーズ

- Gatebox株式会（29.69%）
- OpenStreet株式会社
- サイバーリーズン・ジャパン株式会社（旧汐留事業開発準備1号）（49.9%）
- CRITEO株式会社
- 株式会社HEMILLIONS

### ARM事業
- Arm Holdings plc（間接所有88.7％）
  - Arm Limited（間接所有100%）
  - ARM PIPD Holdings One, LLC（間接所有100%）
  - ARM PIPD Holdings Two, LLC（間接所有100%）

### その他
- SBE Global, LP（間接所有100%） - 米国における太陽光発電所の建設および運営
- 福岡ソフトバンクホークス株式会社（100%）
- Silver Bands 4 (US) Corp.（間接所有100%） - 持株会社
- Graphcore Limited.（100%）
- Balyo SA（間接所有73.5％）【EPA: BALYO】 - 自動運転フォークリフト向けソリューションの提供
- ソフトバンクロボティクスグループ株式会社（旧ソフトバンクロボティクスホールディングス）（87.8％）
  - ソフトバンクロボティクス株式会社
  - SoftBank Robotics Europe SAS（旧アルデバランロボティクス）
  - SoftBank Robotics America, INC.
  - 软银机器人（上海）有限公司
  - アスラテック株式会社（100%）
  - 株式会社AGI

- 株式会社SB TEMPUS（50%※共同支配企業） - 遺伝子検査、医療データ利活用、AIアプリケーションに関する事業
- Berkshire Grey, Inc.【Nasdaq: BGRY ※上場廃止済】
- SoftBank Korea Corp.（100%） - 持株会社
- NSL LP - アリババ株関連
- アリババ株式会社 - アリババグループとソフトバンクグループの合弁
- SB WW Holdings (Cayman) Limited
- InMobi Pte. Ltd.（45.0%）
- Foxconn Ventures Pte. Ltd.（36.4%）（SOFTBANK GROUP CAPITAL APAC PTE. LTD.より変更） - Foxconnとの合弁
- Renren Inc.（38.9%）【NYSE: RENN】- 人人網を運営する会社などに出資している会社。
- HIKE GLOBAL PTE. LTD.
- SB INVESTMENT HOLDINGS (UK) LIMITED
- SB Delta Fund (Jersey) L.P.
- SVF HOLDCO (UK) LIMITED （旧ARMホールディングス）【LSE: ARM※上場廃止済】
- LA BI Holdco LLC
- SBGマネージャーズ合同会社（旧汐留事業12号）
- SB Triangle Holdco (Jersey) Limited
- ムーンライトファイナンス株式会社（旧汐留事業15号）
- SOFTBANK Holdings Inc.（100%）
  - SoftBank Capital

- SoftBank America Inc.（100%）
- SB Cayman 2 Ltd（100%）
- Softbank Group Capital Europe Limited
- Classi株式会社（50%） - ベネッセホールディングスとソフトバンクの合弁
- SBロジスティクス株式会社（旧汐留事業7号）（100%）
- サイバーユニバーシティ株式会社（100%）
- 株式会社J.Score（50%）
- 株式会社ディープコア（旧汐留事業4号）（100%）
- SBパワーマネジメント株式会社
  - Bloom Energy Japan株式会社（50%）

- エス・アンド・アイ株式会社（43.5%）
- BM総研株式会社（旧ブロードメディア総研） - 吉本興業ホールディングスの株式保有
- Softbank Group International Japan株式会社
- スカイウォークファイナンス株式会社
- アミューズ2.0有限会社
- アルテミス株式会社
- 汐留エステート株式会社
- 汐留ファイナンス株式会社
- 汐留リース株式会社
- 汐留リニューアブルインベストメント合同会社（旧宮崎国富ソーラーパーク）
- 汐留IAジャパン株式会社（旧汐留事業6号・SBインベストメントアドバイザーズジャパン）
- TSX投資合同会社（旧汐留事業10号）
- 汐留事業11号合同会社
- スカイウォーク株式会社（旧汐留事業14号）
- 汐留事業16号合同会社
- 汐留事業18号合同会社
- ノーススター合同会社（旧汐留事業19号）
- SB新型コロナウイルス検査センター株式会社（旧汐留事業20号）
- 日の出3号株式会社
- 日の出インベストメント株式会社
- Boston Dynamics, Inc.（間接所有20%）
- Brightstar Capital Partners（25％）
- 宮崎国富ソーラーパーク合同会社
- 小海高原ソーラー・エナジー合同会社（40%）
- クイーンズ・ソーラー・エナジー合同会社（40%）
- 秋田琴丘ウインドファーム合同会社
- VTEX（20.2％)【NYSE: VTEX】

### その他出資企業
影響力基準を満たすとされる企業（公式発表のない企業を含む）
- ANIテクノロジーズ（推定約30%） - 配車アプリOla Cabsの運営
- グラブ（滴滴持ち分と合わせて推定60％）
- スナップディール（推定約30%）
- Beetel Teletech Ltd.
- HIKE GLOBAL PTE. LTD.（25.8%）
- フェッチロボティクス

3％以上の投資先企業
- SoFi Technologies, Inc.（14.8%)【NASDAQ: SOFI】
- Valor Latitude Acquisition Corp.（13％）【NASDAQ: VLAT】
- Afya Limited（16.4%）【NASDAQ: AFYA】
- Lemonade, Inc.（19.6％）【NYSE: LMND】
- 株式会社クレオ（12.81%）【JQ: 9698】
- 株式会社プラザクリエイト本社（10.94%）【JQ: 7502】
- 吉本興業ホールディングス株式会社（6.07%）【TYO: 9665※上場廃止済】

### かつての子会社・関連会社
- SOFTBANK CONTENT SERVICES, INC.（Phoenix Publishing Systems, Inc.より変更）
- Ziff Davis Inc.（最大100%）（ZD Inc.より変更）【NYSE: ZD&ZDZ ※会社株と事業部門株の上場、上場廃止済】 - 2000 (平成12)年10月にCNET Networks, Inc.に吸収合併
  - ZD Inc.（Ziff Davis Inc.より変更） - ZDNet部門を保有。
  - ZD Market Intelligence Limited - Harte Hanks, Inc.に売却
  - ZDTV LLC - ポール・アレンのVulcan Ventures Inc.に売却
  - Ziff-Davis Education Canada Inc.
  - Formation Ziff-Davis Canada Inc.

- Key3Media Group, Inc.【NYSE: KMED ※上場廃止済】 - Ziff Davisの展示会事業（COMDEX、NetWorld+Interop）からスピンオフ
  - Key3Media Events, Inc.
  - Key3Media Events Pty Ltd.
  - ZD Events S.A.
  - Key3Media S.A.

- ソフトバンクフォーラム株式会社 - Key3Media Groupに売却
- ゲームバンク株式会社（60%）
- GAMEBANK Inc.
- キングストンテクノロジー（最大80%）
- メディアバンク株式会社（60%）
- 株式会社パソナソフトバンク（最大17.5%）【JQ: 4721】
- ジェイ・スカイ・ビー株式会社（最大50%）
- 株式会社ジェイ・スポーツ（旧スカイエンターテイメント）（最大80.1%）
- ビー・ビー・ファクトリー株式会社（最大100％）
- ブロードメディア株式会社（最大40.94%）【JQ: 4347】
  - Gクラスタ・グローバル株式会社
  - ブロードメディア・スタジオ株式会社 - ソフトバンク・ブロードメディアの元子会社
  - 株式会社釣りビジョン（最大57.9%） - ソフトバンク・ブロードメディアの元子会社
  - CDNソリューションズ株式会社（現・ブロードメディア・テクノロジーズ） - ブロードメディア総研の元子会社

- 株式会社テレビ朝日（最大21.4%） - 1996年6月20日から1997年3月3日まで旺文社メディアを通じて保有
- UTスターコム（最大49.9%）【NASDAQ: UTSI】
- イー・ショッピング・カーグッズ株式会社
- イーズ・ミュージック株式会社
- イー・ショッピング・インフォメーション株式会社
- イー・ショッピング・トイズ株式会社 - 株式会社ハピネットに売却。
- イー・ショッピング・ブックス株式会社（最大61.5%）
- Yahoo!（現・Altaba Inc.）（最大37.02%）【NASDAQ: YHOO】
  - Geo Cities（最大22.58%）【NASDAQ: GCTY※上場廃止済】

- 株式会社サイバー・コミュニケーションズ（最大42.7%）【マザーズ: 4788※上場廃止済】
- トレンドマイクロ株式会社（最大35%）【TYO: 4704】
- 株式会社イーベスト（設立時33.3%） - ベスト電器との合弁。
- ガンホー・オンライン・エンターテイメント株式会社（旧オンセール株式会社）（設立時60%、再取得後最大58.50%）【TYO: 3765】
  - 株式会社アクワイア
  - 株式会社ゲームアーツ
  - 株式会社グラスホッパー・マニファクチュア
  - グラビティ（最大52.4%）【NASDAQ: GRVY】
  - ガンホー・ワークス株式会社
  - ブロッコリー株式会社（最大15.69%）

- E*TRADE（最大28%）【NASDAQ:ETFC】
- ナスダック・ジャパン株式会社（最大50%）
- ユーフォリンク株式会社（最大51%） - 三菱商事との合弁
- SBBM株式会社（旧ソフトバンク・ブロードメディア）（100%）
- MOVIDA HOLDINGS株式会社（旧ビー・ビー・サーブ株式会社、後のMH株式会社）（設立時55%）
  - MOVIDA ENTERTAINMENT株式会社
  - Aetas株式会社 - ゲームポータルサイト4Gamer.netの運営
  - デジタルカタパルト株式会社 - 電子書籍ストア「ソク読み」の運営
  - フレックスコミックス株式会社

- ウェブエムディ株式会社 - 医療情報サイト「WebMD Japan」の運営をソネット・エムスリーに譲渡
- クリック・トゥー・ラーン株式会社（後のラーニングポイント） - SBMMクリエイティブと合併。
- SBMMクリエイティブ - 「おはなし絵本クラブ」の運営会社。
- イーブック・システムズ株式会社 - 電子書籍サービス「Flib」の提供。
- 株式会社バークス - 音楽情報サイト「BARKS」の元運営会社。
- イーシーリサーチ株式会社 - 株式会社クロス・マーケティングに売却。
- 株式会社ジャジャ・エンタテインメント - 有料の会員制競馬情報の提供。
- zoome株式会社 - 動画投稿コミュニティサイト「zoome」の運営会社。
- アカマイ・テクノロジーズ・ジャパン株式会社
- HRソリューションズ株式会社（最大69%）
- TVバンク株式会社
  - G.T.エンターテインメント株式会社
  - FOX SPORTS ジャパン株式会社（最大40%）

- Tao Bao Holding Limited
- 中国棒球企画株式会社
- ネットカルチャー合同会社
- USTREAM Asia株式会社（最大60%）
- 株式会社あおぞら銀行（最大48.88%）【TYO: 8304】
- グローバルセンター・ジャパン株式会社（現・株式会社ブロードバンドタワー）（38%）
- 日本映画衛星放送株式会社（最大15%）
- 日本アリバ株式会社（設立時40%）
- 日本セーフネット株式会社（35%）（旧レインボー・テクノロジーズ株式会社）
- 株式会社ベストブロードバンド（40%）
- 株式会社ヤマダブロードバンド（35%）
- 株式会社マックスブロードバンド（35%） - ケーズデンキとの合弁。
- 株式会社ブロードバンド・ジャパン（35%） - ノジマとの合弁。
- 株式会社ビー・ビー・マーケティング（35%） - PCデポとの合弁。
- ラオックス・ビービー株式会社（40%）
- 株式会社インタラクティブメディアミックス（25.1％）
- マイスペース株式会社（50％）
- アプリックス・ドット・ネット株式会社
- 株式会社エム・ピー・テクノロジーズ（現・株式会社インテア・ホールディングス）【東証マザーズ: 3734 ※上場廃止済】
- 株式会社フジテレビジョン（最大14.67％） - 2005年3月24日から同年6月30日までニッポン放送持ち分借受
- オーマイニュース・インターナショナル株式会社（最大12.95％）
- SBMグルメソリューションズ株式会社（現・株式会社EPARK）（最大20.02％）
- CJインターネットジャパン株式会社（最大44.9％）
- Betfair Group plc（最大23%）【LSE: PPB】
- Charlton Acquisition LLP
- ジンガジャパン株式会社（最大50%） - 写真・動画共有サイト「フォト蔵」の元運営会社。
- 日本PayPal株式会社
- 株式会社ウィルコム（最大100%）
- イー・アクセス株式会社（100%）【TYO: -9427 ※上場廃止済】
- 株式会社UULA（最大50%）
- スーパーセル（最大73.2%）
- DramaFever Corp. - 韓流ドラマの動画配信サービス「DramaFever」の運営会社。
- PPLive Corporation（最大35%） - 動画配信サービス「PPTV」の運営
- 株式会社グリーンパワーインベストメント（最大44％）
- ジクシーズ株式会社（最大49%）
- フリップカート（推定20%） - WAL-MART INTERNATIONAL HOLDINGS, INC.に売却。
- Ustream（最大19.04%）
- SB Product Group Japan株式会社
- ガリレイ・ジャパン株式会社
- 汐留事業3号株式会社
- スポーツライブエンターテインメント株式会社（旧汐留事業5号株式会社）
- 汐留パワーステーション9号株式会社（現・愛知蒲郡バイオマス発電合同会社）
- 汐留パワーステーション11号株式会社（現・サステナブルパワーエンジニアリング株式会社）
- Drive Shack【NYSE: DS】
- Nationstar Mortgage【NYSE: NSM ※上場廃止済】
- OneMain Financial【NYSE: OMF】
- Cocoro SB株式会社
- Galaxy Investment Holdings, Inc.（スプリントの一部株式を保有する中間持株会社たる米国法人）
- Starburst I, Inc.（スプリントの株式を保有する中間持株会社たる米国法人）
  - Sprint Corpration（83.80%）【NYSE: S】
    - Sprint Communications, Inc.
    - Clearwire Corporation【NASDAQ: CLWR ※上場廃止済】
    - Aspiro（タイダル運営会社）（33%）

- SB C&S株式会社（旧ソフトバンクコマース&サービス）
- エコサークルロジスティクス株式会社（旧SBロジスティクス）
- ナレッジオンデマンド株式会社（最大55.3%）
- Brightstar Global Group Inc.（89.9%）
  - Brightstar Corp.【OTC:BTSR ※上場廃止済】 - 海外での携帯端末の流通事業
  - Brightstar Japan株式会社

- Triangle G株式会社（旧汐留事業8号株式会社）
- Triangle M株式会社（旧汐留事業13号株式会社）
- スカイブリッジ株式会社  - 持株会社（アリババ株式を活用した資金調達に関する事業）
- SBエナジー株式会社（現・テラスエナジー株式会社）
- SoftBank Ventures Asia Corp.（間接所有100%） - アジアにおけるファンドの運営。2023年6月14日、全株式をTHE EDGEOF, PTE. LTD.の子会社The EDGEof Korea Co., Ltd.に売却
- 汐留事業9号合同会社（100%） - 持株会社
- 世界タクシー株式会社（旧汐留エージェンシー株式会社、SBアド株式会社）

ソフトバンクKK元関係会社
- SBクラウド株式会社（旧汐留事業開発準備2号）
- 汐留モバイル株式会社
- サイジニア株式会社 (最大30.78%)【東マ: 6031】
- 株式会社Tポイント・ジャパン (34.0%)
- 株式会社ジェネレイト (60%)
- conect.plus株式会社
- 株式会社マルコ・ポーローズ
- 株式会社hugmo
- LINEモバイル株式会社
- 株式会社ウィルコム沖縄
- 株式会社ベクター (42.4％)【TYO: 2656】
- 株式会社ビューン
- HAPSモバイル株式会社 (92.9%)
- 株式会社ジーニー【TYO: 6562】（最大32.9%）
- Findability Sciences株式会社（51%） - Findability Sciences Inc.との合弁
- エアトラスト株式会社（旧汐留1号株式会社） - BIPROGY株式会社との共同出資
- MeeTruck株式会社（51%） - 日本通運との共同出資

LINEヤフー（旧ヤフー・旧Zホールディングス）元関係会社
- アルプス社
- 株式会社インフォプラント（後のヤフーバリューインサイト、ヴィープス）
- オーバーチュア株式会社
- ソフトバンクIDCソリューションズ株式会社（旧国際デジタル通信、ケーブル・アンド・ワイヤレスIDC、日本テレコムIDC、ソフトバンクIDC）
- GameBank株式会社
- 株式会社インディバル
- 株式会社インターネット総合研究所 (最大18.8%)【東証マザーズ: 4741 ※上場廃止済】
- GMOインサイト株式会社 (24.7%)
- 株式会社インテージ・インタラクティブ
- 株式会社オールアバウト (最大41.3%)【JQS: 24540】
- 株式会社クレオ (39.5%)【JQS: 96980】
- 夢の街創造委員会株式会社 (最大40.1%)【JQS: 2484】
- 株式会社Eストアー (最大32.5%)【JQS: 43040】
- 株式会社マクロミル (最大25.4%)【TYO: 3730 ※上場廃止済】
- 株式会社Jコミックテラス (70.5%)
- ブックオフコーポレーション 株式会社 (15.1%)【TYO:3313】
- OYO TECHNOLOGY&HOSPITALITY JAPAN株式会社
- 株式会社コマースニジュウイチ
- シナジーマーケティング株式会社【JQ:3859 ※上場廃止済】
- 株式会社アニマティック (50％)
- TRILL株式会社
- パスレボ株式会社
- 株式会社クラシファイド
- ワイジェイFX株式会社
- SREホールディングス株式会社 (21.9％)【TYO: 2980】
- BuzzFeed Japan株式会社 (49%)
- 株式会社イーブックイニシアティブジャパン (43.4%)【TYO:3658 ※上場廃止済】
- 株式会社デジミホ
- LINE TICKET株式会社
- LINE Pay北海道株式会社
- 紀尾井町第一金融準備合同会社
- 紀尾井町第二金融準備合同会社
- 紀尾井町第三金融準備合同会社
- 紀尾井町第五金融準備合同会社
- 株式会社カービュー【マザーズ:2155 ※上場廃止済】
- PayPayインベストメンツ株式会社（旧ワイズ・エージェンシー株式会社）
- 上海走走信息科技有限公司 - ZOZOの子会社
- 株式会社yutori - ZOZOの元子会社
- 株式会社 Magne-Max Capital Management
- HOP株式会社（旧LDI株式会社）
- LINE Growth Technology株式会社
- ヤフー株式会社（旧紀尾井町分割準備株式会社）
- Z Entertainment株式会社
- Z データ株式会社
- 株式会社GYAO
- 有限会社松田酒店
- 株式会社ネットラスト
- Zショッピング株式会社（旧Ｚフィナンシャル株式会社）
- Zコーポレーション株式会社（100％）

SBテクノロジー元関係会社
- リネオホールディングス株式会社
- フォントワークス株式会社
  - 株式会社インテグラル・ヴィジョン・グラフィックス

旧ソフトバンク・ファイナンスグループ
- ソフトバンク・ファイナンス株式会社（後のソフトバンクテレコム）
  - SOFTBANK INVESTMENT INTERNATIONAL (STRATEGIC) LIMITED (現・CHINA WAH YAN HEALTHCARE LIMITED)【SEHK: 0648】
  - 日本コグノテック株式会社（旧フォレックスバンク） (56%)
    - エフ・エックス・プラットフォーム株式会社 - 日本ユニコムとの合弁

  - イー・アドバイザー株式会社 - ジャスティと合併
  - イー・ネットカード株式会社（後の株式会社アスコット） (設立時49%) - アコムとの合弁、スワン・クレジットと合併
  - スワン・クレジット株式会社（後のSBIビジネスローン）
  - イー・ボンド証券株式会社
  - イー・コモディティ株式会社（後のSBIフューチャーズ）
  - あざみ生命保険
  - 株式会社ソフィアバンク
  - 株式会社エイブル (最大33.24%)【JQ: 8872 ※上場廃止済】

- ソフトバンク・インベストメント株式会社（現・ SBIホールディングス） (設立時100%)【TYO: 8473】
  - 文化放送ブレーン【店頭登録 ※上場廃止済】
  - エース証券
  - バイオビジョン・キャピタル株式会社
  - ファイナンス・オール株式会社【大証ヘラクレス: 8437 ※上場廃止済】
    - インズウェブ株式会社
    - イー・ローン株式会社
    - 株式会社テックタンク（後のSBIテクノロジー）
    - グッドローン株式会社（旧ソフトバンク・ファイナンスカード、後のSBIモーゲージ、アルヒ株式会社）
    - ウェブリース株式会社（現・FAリーシング株式会社）

  - ソフトバンクベンチャーズ株式会社（現・SBIインベストメント） (設立時100%)
  - イー・トレード株式会社【Nasdaq Japan:8627※上場廃止済】
  - イー・トレード証券株式会社（現・SBI証券） (最大100%)【JQ: 8701 ※上場廃止済】
    - フィデス証券株式会社（旧日商岩井証券）
    - ワールド日栄フロンティア証券株式会社（後のSBI証券）【HC: 8696 ※上場廃止済】
      - ソフトバンク・フロンティア証券株式会社【HC: 8629 ※上場廃止済】

  - モーニングスター株式会社 (設立時55%)【TYO: 4765】
    - ゴメス株式会社
    - イー・アドバイザー株式会社（旧ジャスティ）

  - アートフォリオ株式会社（現・SBIアートフォリオ株式会社）
  - エスビーアイ・アセット・マネジメント株式会社（旧あおぞらアセットマネジメント、現・SBIアセットマネジメント）
  - イー・リサーチ株式会社
  - ベリトランス株式会社（旧サイバーキャッシュ株式会社）【HC: 3749 ※上場廃止済】

旧フォートレス・インベストメント・グループ
- Fortress Investment Group LLC（最大100%）【NYSE: FIG※上場廃止済】 - オルタナティブ投資の資産運用事業
  - Fortress CIM Holdings L.P.
    - コンソナント・インベストメント・マネジメント株式会社 - インヴィンシブル投資法人（上場不動産投資信託）【TYO: 8963】

  - フォートレス・インベストメント・グループ・ジャパン合同会社
  - ブルーホライゾン合同会社
    - ブルーホライゾン債権回収株式会社【マザーズ: 426※上場廃止済】

  - マイステイズ・ホテル・マネジメント
    - ナクアホテル&リゾーツマネジメント

  - ビレッジハウス・マネジメント株式会社
  - 株式会社アコーディア・ゴルフ
  - Sugi Holdings I LLC
    - 杉合同会社
      - 株式会社そごう・西武

  - New Residential Investment Corp.【NYSE:NRZ】
  - New Senior Investment Group【NYSE: SNR】
    - Holiday Retirement

  - New Media Investment Group【NYSE: NEWM】
    - ガネット・カンパニー - USAトゥデイを発行する

  - Fortress Transportation and Infrastructure Investors LLC【NYSE: FTAI】
    - Railroad Acquisition Holdings
      - Central Maine and Quebec Railway
      - Florida East Coast Industries【NYSE:FLA※上場廃止済】
        - All Aboard Florida - 高速鉄道ヴァージントレインズUSA運営会社

  - Eurocastle Investment Limited【AMS: ECT】

- FREアセットマネジメント株式会社（旧三菱マテリアル不動産）